# Alcott (crater)
Alcott es un cráter de impacto en el planeta Venus de 66 km de diámetro. Lleva el nombre de Louisa May Alcott (1832-1888), escritora estadounidense, y su nombre fue aprobado por la Unión Astronómica Internacional en 1991.